# Histoire naturelle des poissons

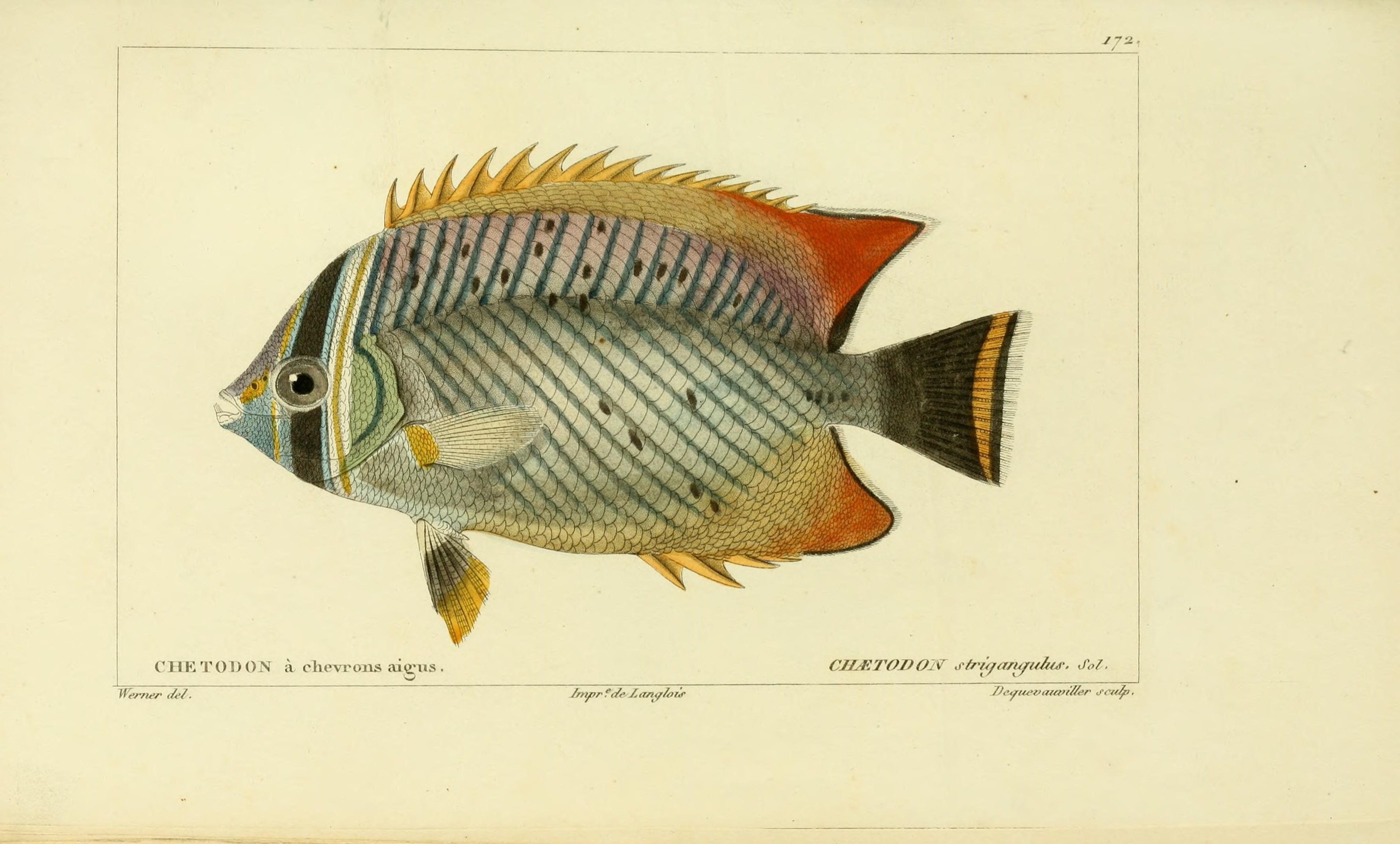
Illustration de l'ouvrage : Chaetodon trifascialis, gravé par Dequevauviller.

L’Histoire naturelle des poissons est un monumental ouvrage en 22 volumes publié entre 1828 et 1849 par Georges Cuvier (1769-1832) et son élève et futur successeur Achille Valenciennes (1794-1865).
Georges Cuvier s'intéresse à la consolidation du savoir ichtyologique. Il fait alors une synthèse de toutes les informations de la discipline. Ce manuscrit recense 4 514 espèces de poissons, dont 2 311 nouvelles, ce qui en fait encore aujourd'hui l'un des traités d'Ichtyologie les plus ambitieux. La plupart des espèces décrites l'ont été après la mort de Cuvier, par Valenciennes.
Cet ouvrage repose non seulement sur les ressources dont dispose le Muséum national d'histoire naturelle, que Cuvier dirige mais aussi sur un immense réseau de correspondants à travers le monde entier qui lui permet d'obtenir des spécimens et de recueillir des observations. L'augmentation du nombre de voyageurs et des missions d'explorations scientifiques permet également d'enrichir les collections.
Les descriptions sont souvent justes et bien menées, de même que les illustrations. Parfois la diagnose de certaines espèces repose sur des individus mal conservés ou d'un seul sexe. Malgré ces quelques défauts, l’Histoire naturelle des poissons devient l'ouvrage de référence de nombreuses générations d'ichtyologistes.
Auguste Duméril (1812-1870) complète l'œuvre de Cuvier en publiant une Histoire naturelle des poissons en deux volumes paraissant en 1865 et 1870. Duméril y décrit notamment des espèces non traitées par Cuvier et Valenciennes, comme les requins.